# La Rue-Saint-Pierre (Seine-Maritime)
La Rue-Saint-Pierre település Franciaországban, Seine-Maritime megyében. Lakosainak száma 784 fő (2022. január 1.). La Rue-Saint-Pierre Cailly, Longuerue, Pierreval, Saint-André-sur-Cailly, Vieux-Manoir, Yquebeuf és Buchy községekkel határos.

## Népesség
A település népességének változása:
| Lakosok száma | 772  | 798  | 802  | 785  | 779  | 780  | 773  | 768  | 784  |
|               | 2013 | 2015 | 2016 | 2017 | 2018 | 2019 | 2020 | 2021 | 2022 |